# تانیا کاگنوتو
تانیا کاگنوتو (یا کانیوتو) (به ایتالیایی: Tania Cagnotto) (زاده ۱۵ مه ۱۹۸۵) شیرجهزن ایتالیایی است. او اولین بانوی شیرجه زن ایتالیایی است که در یک رقابت بین‌المللی برنده مدال شده است.
کاگنوتو اولین مدال خود را در ۱۴ سالگی بدست آورد. او در کلیه بازی‌های المپیک از سال ۲۰۰۰ و به بعد شرکت کرده است، هر چند که بالاترین رتبه اش در این بازی‌ها مقام چهارمی بوده است. اما در رقابت‌های اروپایی مدال‌های طلای متعددی بدست آورده است.
پدر او جورجیو کاگنوتو برنده چهار مدال المپیک بوده و مادر او کارمن کاستیینر از ورزش کاران فعال در عرصه شیرجه بوده است.